# The Man Who Dared
The Man Who Dared is een Amerikaanse misdaadfilm uit 1946 onder regie van John Sturges.

## Verhaal
Journalist Donald Wayne is een tegenstander van de doodstraf. Hij wil bewijzen dat er een grote kans bestaat om onschuldig ter dood veroordeeld te worden. Wayne laat zich daarom als hoofdverdachte arresteren in een moordzaak. Het wordt echter moeilijker dan verwacht om aan te tonen dat hij onschuldig is.

## Rolverdeling
| Acteur           | Personage        |
| ---------------- | ---------------- |
| Leslie Brooks    | Lorna Claibourne |
| George Macready  | Donald Wayne     |
| Forrest Tucker   | Larry James      |
| Charles D. Brown | Darrell Tyson    |
| Warren Mills     | Felix            |
| Richard Hale     | Reginald Fogg    |
| Charles Evans    | Rechter          |
| Trevor Bardette  | Brigadier Landis |
| William Newell   | Brigadier Clay   |